# Смирнов, Георгий Семёнович
Георгий Семёнович Смирнов (1914—1941) — советский лётчик бомбардировочной авиации в Великой Отечественной войне, Герой Российской Федерации (8.03.2008, посмертно). Лейтенант (5.11.1941).

## Биография
Родился 23 апреля 1914 года в с. Албай Шеморбашской волости Мамадышского уезда Казанской губернии. Русский. Окончил педагогический техникум в Казани.
В Красной Армии с 1935 года. Окончил 3-ю военную школу лётчиков и лётчиков-наблюдателей имени К. Е. Ворошилова в 1937 году в Оренбурге. Член ВКП(б) с 1940 года. Служил пилотом в 44-й авиационной эскадрильей 12-й бомбардировочной авиабригады, с ноября 1938 — в 42-м дальнебомбардировочном авиационном полку, с января 1940 — в 164-м резервном авиационном полку, в том же году переведён в 81-й дальнебомбардировочный авиационный полк.
Участник Великой Отечественной войны с июня 1941 года. Служил в дальней авиации. Сражался командиром звена 81-го дальнебомбардировочного авиационного полка 50-й дальнебомбардировочной авиационной дивизии на Южном фронте.
Командир звена 81-го дальнебомбардировочного авиационного полка лейтенант Георгий Смирнов совершил 22 боевых вылета, сбросил на врага 17 тонн авиабомб, подбил три истребителя и четыре танка противника. Дважды его самолёт попадал под вражеский огонь и дважды лётчик успешно сажал самолёт.
25 июля 1941 года, выполняя боевую задачу в районе города Белая Церковь Киевской области в составе 8 самолётов, машина младшего лейтенанта Георгия Смирнова подверглась сильному огню зенитной артиллерии противника. Несмотря на многочисленные пробоины, с повреждённым бензобаком, долетев до цели, Смирнов сбросил бомбы и сбил фашистский истребитель. Возвращаясь, был атакован четырьмя вражескими самолётами, но, маневрируя, сбил ещё один истребитель неприятеля и на одном моторе смог возвратиться на базу.
20 августа 1941 года в районе города Днепропетровска самолёт Смирнова был подбит истребителями врага. Довел горящий самолёт до своей территории, дал возможность экипажу спастись, сам покинул самолёт последним, получив ожоги. От госпиталя отказался, продолжив летать на боевые задания.
Ночью 31 октября 1941 года экипаж самолёта ТБ-3 в составе командира звена младшего лейтенанта Г. С. Смирнова, стрелка-бомбардира лейтенанта В. П. Кирилловича, воздушного стрелка младшего сержанта А. А. Захарченко, стрелка-радиста младшего сержанта М. М. Сотова при возвращении с боевого задания получил множество пробоин. Был пробит основной бак, выведен из строя один из двигателей, а также радиостанция. На борту возник сильный пожар. В районе своего аэродрома штурман с помощью ракеты запросил посадку, однако ответа с земли не последовало. Экипаж пытался отыскать свой аэродром. В 4 часа 00 минут закончилось топливо и командир совершил вынужденную посадку в районе села Северное Александровского района Орджоникидзевского края. При посадке в условиях сильного тумана самолёт врезался в склон оврага. После посадки Смирнов успел вынести из горящего самолёта членов экипажа и оказать им необходимую помощь.
Штурман В. П. Кириллович умер через 30 минут после посадки. Младший лейтенант Г. С. Смирнов и младший сержант М. М. Сотов были направлены в Орджоникидзевский госпиталь. Младший сержант А. А. Захарченко при посадке не пострадал.
5 ноября 1941 года Г. С. Смирнову присвоено звание лейтенанта.
9 ноября 1941 года лейтенант Г. С. Смирнов умер от ран в госпитале. Похоронен в городе Ставрополе в братской могиле.
Лейтенант Г. С. Смирнов дважды представлялся к званию Героя Советского Союза в 1941 и 1942 годах. Однако представления не были реализованы, затерялись документы.
После войны родственникам стало известно, что Смирнов представлялся к званию Героя, они решили восстановить справедливость. Сначала в архивы отправилась вдова Смирнова, а затем его сын — Геннадий Смирнов. Поиски продолжались около 50 лет. За помощью Геннадий Смирнов обратился к Президенту РФ В. В. Путину. Справедливость восторжествовала лишь через 67 лет после гибели Смирнова.
Указом Президента Российской Федерации № 327 от 8 марта 2008 года за мужество и героизм, проявленные в Великой Отечественной войне 1941—1945 годов, лейтенанту Смирнову Георгию Семёновичу присвоено звание Героя Российской Федерации.
Награду должны были вручать в Москве в Министерстве обороны РФ. Но по просьбе Смирновых сделали исключение. 14 мая 2008 года в Казани, на родине Смирнова, в торжественной обстановке «Золотая Звезда» Героя Российской Федерации была вручена его детям.

## Память
- В парке Победы города Казани у Вечного огня, среди мраморных табличек с именами Героев, есть и табличка с именем Героя России Г. С. Смирнова.
- В Новочеркасске установлена мемориальная доска на доме, в котором жил Г. С. Смирнов в 1940—1941 годах (ул. Генерала Лебедя, д. 55)[6].
- Планируется назвать именем Г. С. Смирнова улицу в Казани.